# Liste der Torschützenkönige des CONCACAF Gold Cup
Die Liste der Torschützenkönige des CONCACAF Gold Cups umfasst alle Torschützenkönige des bis 1989 als CONCACAF Nations Cup bekannten Wettbewerbs. Gelistet werden die Torschützen mit den meisten Treffern je Turnier, unabhängig davon, ob sie bei der durch die CONCACAF durchgeführten Wahl zum Goldenen Schuh obsiegten, da dort gegebenenfalls auch die Zahl der Vorlagen bzw. Spielminuten entscheidet. Rekordtorschützenkönig ist der US-Amerikaner Landon Donovan, der 2003 vier, 2005 drei und 2013 fünf Tore erzielte, wenngleich er 2005 nicht mit dem Goldenen Schuh ausgezeichnet wurde. Rekordtorschütze ist der Mexikaner Zague, dem 1993 elf Tore gelangen.

## Torschützenkönige
| Jahr | Spieler | Tore |
| ---- | --- | ---- |
| 1963 | Eduardo Hernández | 8    |
| 1965 | Ernesto Cisneros | 5    |
| 1967 | Luis Estrada Raúl Arellano Manuel Recinos                                                                                | 3    |
| 1969 | Cesar Melgar Marco Fión Víctor Ruiz                                                                                      | 3    |
| 1971 | Roberto Rodríguez Pierre Bayonne                                                                                         | 3    |
| 1973 | Steve David | 7    |
| 1977 | Víctor Rangel | 6    |
| 1981 | Hugo Sánchez | 3    |
| 1985 | Roberto Figueroa | 5    |
| 1989 | Raúl Chacón Julio Rodas Leonson Lewis Kerry Jamerson Philibert Jones Evaristo Coronado Juan Cayasso Reid Leonidas Flores | 2    |

| 1991                                   | Benjamín Galindo                                                           | 4    |
| 1993                                   | Zague                                                                      | 11 1 |
| 1996                                   | Eric Wynalda                                                               | 4    |
| 1998                                   | Paulo Wanchope Luis Hernández 2                                            | 4    |
| 2000                                   | Carlo Corazzin                                                             | 4    |
| 2002                                   | Brian McBride                                                              | 4    |
| 2003                                   | Walter Centeno 2 Landon Donovan 2                                          | 4    |
| 2005                                   | Carlos Ruíz Wilmer Velásquez Luis Tejada DaMarcus Beasley 2 Landon Donovan | 3    |
| 2007                                   | Carlos Pavón                                                               | 5    |
| 2009                                   | Miguel Sabah                                                               | 4    |
| 2011                                   | Chicharito                                                                 | 7    |
| 2013                                   | Gabriel Torres 2 Landon Donovan 2 Chris Wondolowski 2                      | 5    |
| 2015                                   | Clint Dempsey                                                              | 7    |
| 2017                                   | Alphonso Davies 2 Kévin Parsemain Jordan Morris                            | 3    |
| 2019                                   | Jonathan David                                                             | 6    |
| 2021                                   | Almoez Abdulla                                                             | 4    |
| 2023                                   | Jesús Ferreira                                                             | 7    |
| 2025                                   | Ismael Díaz                                                                | 6    |
| Jeweils auch Turniersieger Rekordmarke |                                                                            |      |

### Ranglisten
| Rang | Spieler        | Titel |
| ---- | -------------- | ----- |
| 1    | Landon Donovan | 3     |

| Rang | Land                | Titel |
| ---- | ------------------- | ----- |
| 1    | Mexiko              | 11    |
| 2    | USA                 | 10    |
| 3    | Costa Rica          | 06    |
|      | Guatemala           | 06    |
| 5    | Trinidad und Tobago | 04    |
| 6    | Honduras            | 03    |
|      | Kanada              | 03    |
|      | Panama              | 03    |
| 9    | El Salvador         | 01    |
|      | Haiti               | 01    |
|      | Martinique          | 01    |
|      | Katar               | 01    |